# Sobremunt
Sobremunt és un municipi de la comarca del Lluçanès, situat sobre la serra de Sobremunt, que està solcada per nombrosos torrents i rieres que conflueixen a la riera de Sorreigs, afluent del Ter. També està situat al centre-oest de la regió de l'Alt Ter.
A una altitud de 900 metres, el terme té una superfície de 13,64 Km², format pràcticament per boscos i camps. Està format per un petit nucli urbà i masies aïllades, dedicat a la agricultura i la ramaderia.
El 3 de maig de 2023 el municipi, que fins aleshores formava part de la comarca d'Osona, va passar a integrar-se a la nova comarca del Lluçanès.

## Geografia
- Llista de topònims de Sobremunt (Orografia: muntanyes, serres, collades, indrets..; hidrografia: rius, fonts...; edificis: cases, masies, esglésies, etc).

| Entitat de població       | Habitants (2023) |
| Sobremunt                 | 57               |
| Sorreig                   | 15               |
| Santa Llúcia de Sobremunt | 14               |
| Font: Idescat             |                  |

## Demografia
| 1497 f | 1515 f | 1553 f | 1717 | 1787 | 1857 | 1877 | 1887 | 1900 | 1910 |
| ------ | ------ | ------ | ---- | ---- | ---- | ---- | ---- | ---- | ---- |
| 29     | 8      | 11     | 140  | 217  | 339  | 283  | 209  | 170  | 168  |

| 1920 | 1930 | 1940 | 1950 | 1960 | 1970 | 1981 | 1990 | 1992 | 1994 |
| ---- | ---- | ---- | ---- | ---- | ---- | ---- | ---- | ---- | ---- |
| 206  | 245  | 233  | 227  | 179  | 124  | 61   | 100  | 95   | 95   |

| 1996 | 1998 | 2000 | 2002 | 2004 | 2006 | 2008 | 2010 | 2012 | 2014 |
| ---- | ---- | ---- | ---- | ---- | ---- | ---- | ---- | ---- | ---- |
| 90   | 95   | 87   | 93   | 87   | 102  | 102  | 95   | 92   | 83   |

| 2016 | 2018 | 2020 | 2022 | 2024 | 2026 | 2028 | 2030 | 2032 | 2034 |
| ---- | ---- | ---- | ---- | ---- | ---- | ---- | ---- | ---- | ---- |
| 83   | 79   | 78   | 83   | 101  | -    | -    | -    | -    | -    |

## Llocs d'interès

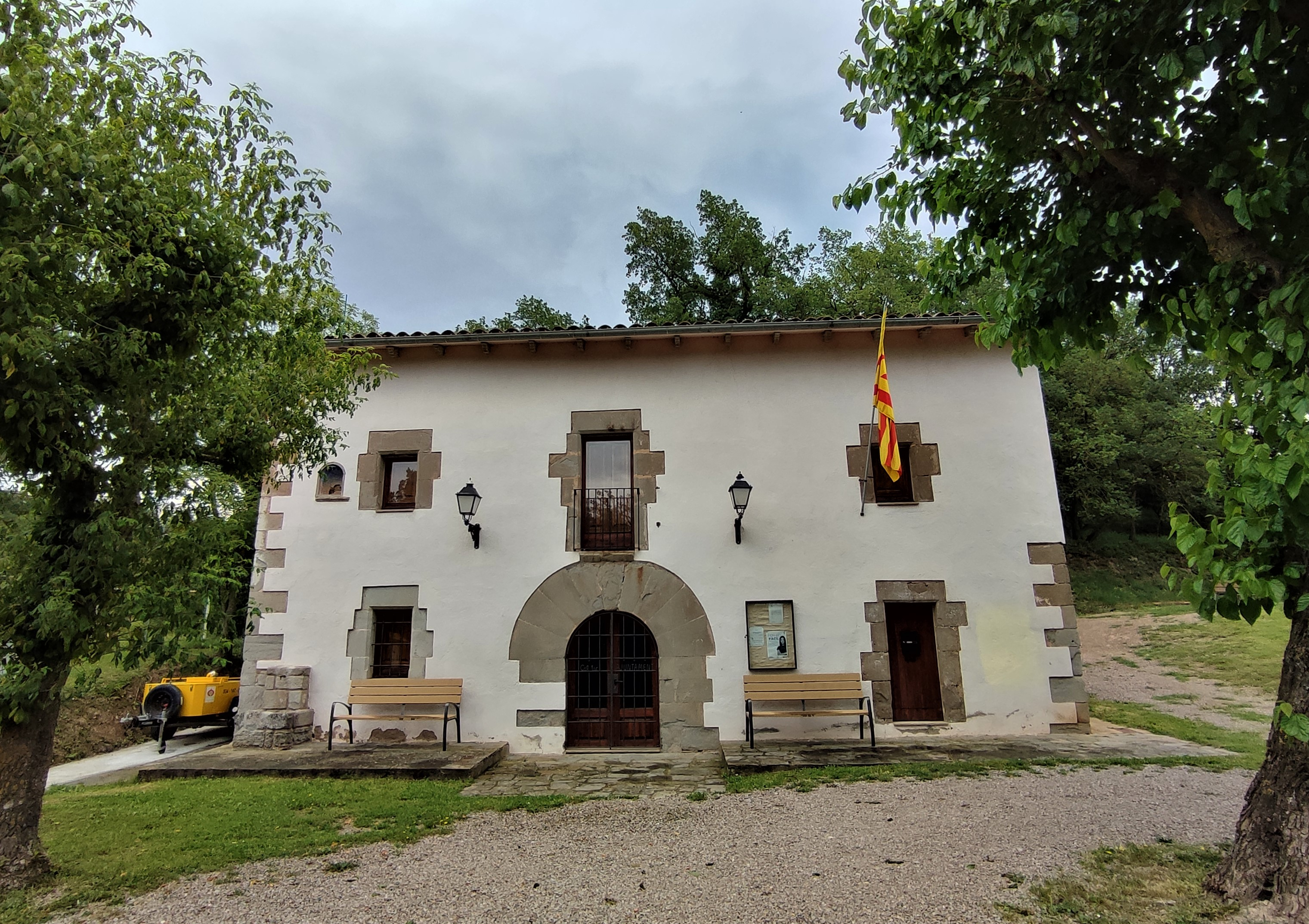
Cal Tic, Ajuntament de Sobremunt

### Ajuntament
- Cal Tic, prop de l'església de Sant Martí, havia estat la seu de les antigues escoles i actualment és la seu de l'Ajuntament.[3]

### Esglésies
- Església de Sant Martí de Sobremunt, al nucli rural.[4]
- Ermita de Santa Llúcia de Sobremunt, al cim de la muntanya de Santa Llúcia de Sobremunt.[5]

### Masies
- El Grau, al torrent del Grau.[6]
- Can Jepet, a la carena de la serra de Sobremunt.[7]
- Beulovi, a la carena de Beulovi.[8]
- Les Fosses, gran masia en ruïnes, que tenia molí.[9]
- Guiteres, a la riera de Sorreigs.[10]
- Conjunta, a la serra de Sobremunt.[11]
- Mas Cavaller, al camí de Beulovi.[12]
- Reixac, a la riera de Sorreigs.[13]
- Aumatell, a la riera de Sorreigs.[14]
- La Masia, al cantó solegi de la serra de Sobremunt.[15]
- Portellet, al camí de Santa Llúcia.[16]
- Cuspineda, al rec de Cospineda.[17]
- La Roca, al costat de l'església de Sant Martí, hostal i nucli rural del poble.[18]

### Molins
- Molí de Les Fosses, molí fariner en desús, a la masia de Les Fosses.[19]
- Molí de Guiteres, molí fariner en desús, prop de la masia de Guiteres.[20]
- Molí del Puig, molí fariner en ruïna.[21]
- Molí de l'Aumatell, antic molí, actual segona residència.[22]
- Molí de Guitarons, molí fariner en ruïna, riu avall del molí de Guiteres,[23]